# Nicotiana velutina
Nicotiana velutina är en potatisväxtart som beskrevs av Wheeler. Nicotiana velutina ingår i släktet tobak, och familjen potatisväxter. Inga underarter finns listade i Catalogue of Life.